# The Grip of Evil
The Grip of Evil è un serial muto del 1916 diretto da W.A.S. Douglas e Harry Harvey. La storia dallo stesso titolo, scritta dall'inglese Louis Tracy, fu pubblicata a puntate sui quotidiani mentre il film veniva proiettato nelle sale ma non fu mai pubblicata in un libro.

## Produzione
Il film fu prodotto dalla Balboa Amusement Producing Company. Venne girato a Long Beach, cittadina californiana dove la casa di produzione aveva la sua sede.

## Distribuzione
Distribuito dalla Pathé Exchange, il film - un serial di 28 bobine - uscì nelle sale cinematografiche USA il 17 luglio 1916.
Il film viene considerato presumibilmente perduto.

## Episodi
1. Fate, USA 17 luglio 1916 (episodio 1)
2. The Underworld, USA 24 luglio 1916 (episodio 2)
3. The Upper Ten, USA 31 luglio 1916 (episodio 3)
4. The Looters, USA 7 agosto 1916 (episodio 4)
5. The Way of a Woman, USA 14 agosto 1916 (episodio 5)
6. The Hypocrites, USA 21 agosto 1916 (episodio 6)
7. The Butterflies, USA 28 agosto 1916 (episodio 7)
8. In Bohemia, USA 4 settembre 1916 (episodio 8)
9. The Dollar Kings, USA 11 settembre 1916 (episodio 9)
10. Down to the Sea, USA 18 settembre 1916 (episodio 10)
11. Mammon and Moloch, USA 25 settembre 1916 (episodio 11)
12. Into the Pit, USA 2 ottobre 1916 (episodio 12)
13. Circumstantial Evidence, USA 9 ottobre 1916 (episodio 13)
14. Humanity Triumphant, USA 16 ottobre 1916 (episodio 14)